# 恋するカレン
「恋するカレン」（こいするカレン）は、1981年6月21日に発売された大滝詠一通算8作目のシングル。

## 解説
「恋するカレン」はアルバム『A LONG VACATION』収録曲だが、イントロの音量が2.5db上げられている。カップリングに収録された「雨のウェンズデイ」が翌年、タイトル・トラックとして再びシングル・カットされた際、カップリングで再収録された。この曲は大滝がスラップスティックに提供した「海辺のジュリエット」を、松本隆書き下ろしの新たな詩とサビのパートを追加したものである。
この曲は「君は天然色」と同じく一発録りだが、アコースティック・ギターやパーカッション、ピアノなどが何層にもダビングされているという。大滝詠一によれば「ベースはウッド・ベースとDANELECTROベースを絡めるというテクニックを使いました。良いオーディオ・システムで聴いてみると分かるでしょう。弦は松任谷君で、どこにどんな感じのフレーズが欲しいかを細かく説明したものを元に譜面に起してもらいました」と答えている。
サビ、とりわけ2回目で強い印象を与える大滝自身による多重コーラスについては「この曲は『ロンバケ』で唯一マルチをシンクロさせました。おかげでたっぷりコーラスにトラックを使うことができましたね。ダビング中はスレーブ・マルチだけで作業します。完成したら（CBSソニー信濃町スタジオ）Bstでスレーブを回してコーラス部だけ卓でミックス。その2ミックスをケーブル直引きで隣のAstに持ってきて同期並走するマスター・マルチの2trに戻しました。なので、ミックス時には24trマルチ1本なのです」とし、アレンジはあらかじめ譜面に細かく書かれていたわけではなく、頭の中にあるイメージを元に現場で作り込んでいったのだという。
その一方で、ヴォーカルの出来に納得がいかず、一時はお蔵入りも覚悟したという。その理由については「何せオケを作ってコーラスまで分厚く作りこんでありましたからね。カラオケができた段階で“どうだ、ザマーミロイっ! これで文句はあるまい!”って勝利宣言したのはいいんだけれど、いざ歌入れしてみたらあまりに豪華なバックに負けちゃうんですよ、歌が。だもんで、ホントやめちゃおうかなと思ったり」としている。
プロモ・シングルはブルー・レーベル、クリア・ヴィニール仕様。音源にはステレオ音源を機械的にモノラル化したものが使用されており、以降ソニー盤プロモのモノラル盤は同処理が行われていた。

## 収録曲

### SIDE A
1. 恋するカレン (3:21)  OT-7
松本隆 作詞, 大瀧詠一 作曲, 多羅尾伴内 編曲

### SIDE B
1. 雨のウェンズデイ (4:24)  OT-8
松本隆 作詞, 大瀧詠一 作曲, 多羅尾伴内 編曲

## クレジット
- PRODUCER : EIICHI OHTAKI
- ENGINEER : TAMOTSU YOSHIDA
- イラスト : 永井博

## カバー
| アーティスト                                  | 収録作品（初出のみ）                                                 | 発売日         | 規格              | 品番                                                  |
| --------------------------------------------- | -------------------------------------------------------------------- | -------------- | ----------------- | ----------------------------------------------------- |
| CBSソニー・グランド・オーケストラ             | ニュー・ミュージック・インストゥルメンタル 山下達郎 ⁄ 大瀧詠一作品集 | 1986年05月21日 | CD                | 32DH 437                                              |
| 稲垣潤一                                      | Self Portlait                                                        | 1990年04月04日 | CD                | FHCH-1012                                             |
| たかはしまりこ                                | 紗II                                                                 | 1990年05月21日 | CD                | VICL-30                                               |
| MAKI                                          | MY LOVERS ONLY                                                       | 1992年05月25日 | CD                | FHCF-2007                                             |
| Ronnie Spector                                | CANARY ISLANDS 大瀧詠一作品集                                        | 1992年06月30日 | CD                | VJCA-00017                                            |
| J.T. TAYLOR                                   | CANARY ISLANDS –大瀧詠一カバー・コレクション                         | 1992年07月10日 | CD                | COCA-10072                                            |
| 橋本仁                                        | J-POP ISLAND                                                         | 1993年04月21日 | CD                | AVCD-11110                                            |
| 辛島美登里                                    | ethernal-one                                                         | 2001年02月21日 | CD                | TOCT-24541                                            |
| BEGIN                                         | ナイアガラで恋をして Tribute to EIICHI OHTAKI                        | 2002年11月20日 | CD                | WPC6-10237                                            |
| CHEMISTRY                                     | Between the Lines                                                    | 2003年06月18日 | CD                | DFCL 1101                                             |
| つじあやの                                    | A LONG VACATION from Ladies                                          | 2009年11月04日 | - CD+DVD - CD     | - UMCK-9304【初回限定盤】 - UMCK-1333【通常盤】       |
| CHiP SHOP BOYZ WITH ANDROiD SiNGERS ORCHESTRA | A LONG VACATION 南国アンドロイド・カバー                             | 2011年03月21日 | CD                | DOCB-12342                                            |
| DEEN                                          | POP IN CITY 〜for covers only〜                                      | 2021年01月20日 | - CD+Blu-ray - CD | - ESCL 5477~8【初回生産限定盤】 - ESCL 5479【通常盤】 |

## タイアップ
- トヨタ「アリオン」CMソング（2007年）

## リリース日一覧
| 地域 | タイトル                        | リリース日    | レーベル           | 規格               | カタログ番号 |
| ---- | ------------------------------- | ------------- | ------------------ | ------------------ | ------------ |
| 日本 | 恋するカレン / 雨のウェンズデイ | 1981年6月21日 | NIAGARA ⁄ CBS/SONY | 7"シングルレコード | 07SH 1007    |